# Lorenzo Squizzi
Lorenzo Squizzi (Domodossola, 20 juni 1974) is een Italiaanse doelman.
Vanaf het seizoen 2005-2006 speelt hij in de selectie van Chievo Verona.
Daarvoor speelde hij bij diverse Italiaanse clubs, waaronder Calcio Catania en Perugia Calcio.

## Erelijst
- Kampioen Serie A 1994/95 met Juventus
- Kampioen Serie B 2007-2008 met Chievo Verona

## Wedstrijden
| Seizoen   | Club                  | Land   | Competitie | Wedstrijden | Doelpunten |
| --------- | --------------------- | ------ | ---------- | ----------- | ---------- |
| 1992-1995 | Juventus              | Italië | Serie A    | 1           | 0          |
| 1995-1996 | SPAL 1907             | Italië | Serie C1   | 2           |            |
| 1996-1997 | Atletico Catania      | Italië | Serie C1   | 32          | 0          |
| 1997-1999 | AS Lucchese-Libertas  | Italië | Serie B    | 64          | 0          |
| 1999-2000 | Salernitana Calcio    | Italië | Serie C1   | 4           | 0          |
| 2000-2001 | AC Reggiana 1919      | Italië | Serie C1   | 23          | 0          |
| 2001-2002 | AC Monza Brianza 1912 | Italië | Serie C1   | 32          | 0          |
| 2002-2003 | AC Cesena             | Italië | Serie C1   | 34          | 0          |
| 2003-2004 | Calcio Catania        | Italië | Serie B    | 30          | 0          |
| 2004-2005 | Perugia Calcio        | Italië | Serie B    | 14          | 0          |
| 2005-     | Chievo Verona         | Italië | Serie A    | 75          | 0          |
| Totaal    |                       |        |            | 311         | 0          |